# شرینگتون (دهانه)
شرینگتون یک دهانه برخوردی در ماه‌ است.